# Elizabeth Stanley
Lady Elizabeth Stanley (Knowsley, 6 gennaio 1588 – Londra, 20 gennaio 1633) è stata una nobildonna e scrittrice inglese.

## Biografia
Era la terzogenita di Ferdinando Stanley, V conte di Derby, signore di Mann, e di sua moglie, Alice Spencer. Era la pro-pro-nipote di Maria Tudor, duchessa di Suffolk, la sorella minore di Enrico VIII. 
Dopo la morte della nonna, Lady Margaret Clifford, Elizabeth divenne terza in linea di successione al trono inglese. Alla morte della regina Elisabetta I nel 1603, Elizabeth e le sue sorelle maggiori, sono state sorpassate a favore di Giacomo VI di Scozia, discendente dalla sorella maggiore di Enrico VIII, Margherita Tudor.

## Matrimonio
Sposò, il 15 gennaio 1601, Henry Hastings, V conte di Huntingdon, unico figlio di Francis Hastings, barone Hastings e Lady Sarah Harrington. Ebbero quattro figli: 
- Lady Alice Hastings (1606-1667), sposò Sir Gervase Clifton, I Baronetto, non ebbero figli[2];
- Ferdinando Hastings, VI conte di Huntingdon (1608-1655)[2];
- Henry Hastings, I barone di Loughborough (1610-1667)[2];
- Lady Elizabeth Hastings (1605-?), sposò Sir Hugh Calverley, non ebbero figli[2].

Lady Elizabeth era un mecenate delle arti. Era l'autrice di cinque manoscritti: quattro copie di preghiere, estratti biblici e meditazioni, e un volume di noti sermoni. Quarantasei delle sue lettere (scritte dal 1605 fino alla fine del 1632), forniscono una visione della sua vita e dei sentimenti personali. 

## Morte
Morì il 20 gennaio 1633, poco dopo il suo 45 ° compleanno, a Whitefriars, Londra, a casa del cognato, John Egerton, I conte di Bridgewater.

## Ascendenza
|                                      |                 |                                        | Genitori                              |  |  | Nonni |  |  | Bisnonni                           |  |  | Trisnonni                         |  |
|                                      |                 |                                        |                                       |  |  |       |  |  | Edward Stanley, III conte di Derby |  |  | Thomas Stanley, II conte di Derby |  |
|                                      |                 |                                        |                                       |  |  |       |  |  | Edward Stanley, III conte di Derby |  |  | Thomas Stanley, II conte di Derby |  |
|                                      |                 | Anne Hastings                          |                                       |  |  |       |  |  | Edward Stanley, III conte di Derby |  |  |                                   |  |
| Henry Stanley, IV conte di Derby     |                 |                                        |                                       |  |  |       |  |  | Edward Stanley, III conte di Derby |  |  |                                   |  |
|                                      |                 | Dorothy Howard                         | Thomas Howard, II duca di Norfolk     |  |  |       |  |  |                                    |  |  |                                   |  |
|                                      |                 | Dorothy Howard                         | Thomas Howard, II duca di Norfolk     |  |  |       |  |  |                                    |  |  |                                   |  |
|                                      |                 | Dorothy Howard                         | Agnes Tylney                          |  |  |       |  |  |                                    |  |  |                                   |  |
| Ferdinando Stanley, V conte di Derby |                 | Dorothy Howard                         |                                       |  |  |       |  |  |                                    |  |  |                                   |  |
|                                      |                 | Henry Clifford, II conte di Cumberland | Henry Clifford, I conte di Cumberland |  |  |       |  |  |                                    |  |  |                                   |  |
|                                      |                 | Henry Clifford, II conte di Cumberland | Henry Clifford, I conte di Cumberland |  |  |       |  |  |                                    |  |  |                                   |  |
|                                      |                 | Henry Clifford, II conte di Cumberland | Margaret Percy                        |  |  |       |  |  |                                    |  |  |                                   |  |
| Margaret Clifford                    |                 | Henry Clifford, II conte di Cumberland |                                       |  |  |       |  |  |                                    |  |  |                                   |  |
|                                      |                 | Eleanor Brandon                        | Charles Brandon, I duca di Suffolk    |  |  |       |  |  |                                    |  |  |                                   |  |
|                                      |                 | Eleanor Brandon                        | Charles Brandon, I duca di Suffolk    |  |  |       |  |  |                                    |  |  |                                   |  |
|                                      |                 | Eleanor Brandon                        | Mary Tudor                            |  |  |       |  |  |                                    |  |  |                                   |  |
| Elizabeth Stanley                    |                 | Eleanor Brandon                        |                                       |  |  |       |  |  |                                    |  |  |                                   |  |
|                                      | William Spencer | John Spencer                           |                                       |  |  |       |  |  |                                    |  |  |                                   |  |
|                                      | William Spencer | John Spencer                           |                                       |  |  |       |  |  |                                    |  |  |                                   |  |
|                                      | William Spencer | Isabel Graunt                          |                                       |  |  |       |  |  |                                    |  |  |                                   |  |
| John Spencer                         | William Spencer |                                        |                                       |  |  |       |  |  |                                    |  |  |                                   |  |
|                                      |                 | Susan Knightley                        | Richard Knightley                     |  |  |       |  |  |                                    |  |  |                                   |  |
|                                      |                 | Susan Knightley                        | Richard Knightley                     |  |  |       |  |  |                                    |  |  |                                   |  |
|                                      |                 | Susan Knightley                        | Jane Skedard                          |  |  |       |  |  |                                    |  |  |                                   |  |
| Alice Spencer                        |                 | Susan Knightley                        |                                       |  |  |       |  |  |                                    |  |  |                                   |  |
|                                      |                 | Thomas Kitson                          | Robert Kitson                         |  |  |       |  |  |                                    |  |  |                                   |  |
|                                      |                 | Thomas Kitson                          | Robert Kitson                         |  |  |       |  |  |                                    |  |  |                                   |  |
|                                      |                 | Thomas Kitson                          | Margaret Smyth                        |  |  |       |  |  |                                    |  |  |                                   |  |
| Katherine Kitson                     |                 | Thomas Kitson                          |                                       |  |  |       |  |  |                                    |  |  |                                   |  |
|                                      |                 | Margaret Donnington                    | John Donington                        |  |  |       |  |  |                                    |  |  |                                   |  |
|                                      |                 | Margaret Donnington                    | John Donington                        |  |  |       |  |  |                                    |  |  |                                   |  |
|                                      |                 | Margaret Donnington                    | Elizabeth Pye                         |  |  |       |  |  |                                    |  |  |                                   |  |
|                                      |                 | Margaret Donnington                    |                                       |  |  |       |  |  |                                    |  |  |                                   |  |